# Commentarii mathematici Helvetici
Commentarii mathematici Helvetici est une revue scientifique mathématique évaluée par les pairs, publiée par la  Société mathématique européenne au nom de la Société mathématique suisse. La Société mathématique suisse commence la publication du journal en 1929. Elle continue à être propriétaire du journal et à le gérer ; la publication est actuellement prise en charge par la Société mathématique européenne, avec le soutien de la Schweizerische Akademie der Naturwissenschaften et de la  Stiftung zur Förderung der mathematischen Wissenschaften in der Schweiz. Les articles du journal couvrent tous les aspects des mathématiques. Les rédacteurs en chef ont été Rudolf Fueter (1929-1949), Johann Jakob Burckhardt (de) (1950-1981), Pierre Gabriel (1982-1989), Hanspeter Kraft  (1990-2005), et Eva Bayer-Fluckiger (depuis 2006).

## Contributions remarquables
- 1931 : Heinz Hopf et son étudiant Willi Rinow publient le  théorème de Hopf-Rinow dans leur article « Ueber den Begriff der vollständigen differentialgeometrischen Fläche »[1].
- 1954 : Jean-Pierre Serre calcule la « cohomologie modulo 2 des espaces d'Eilenberg-Maclane »[2].
- 1954 : René Thom introduit le cobordisme dans « Quelques propriétés globales des variétés différentiables », un article qui figure dans sa mention de la médaille Fields de 1958[3].
- 1955 : Jean-Pierre Serre formule son théorème de dualité dans son article « Un théorème de dualité »[4].
- 1960 : Michel Kervaire introduit un invariant et exhibe une variété sans structure différentiable dans « A manifold which does not admit any differentiable structure »[5].
- 1967 : Robert B. Brown et Alfred Gray donne une courte liste de produits vectoriels sous diverses hypothèses, y compris le produit vectoriel en dimension 7, dans « Vector cross products »[6].